# WOLV Records
WOLV est un label discographique de musique électronique fondé par le disc jockey Dyro en 2014.
Dyro y sort la majeure partie de ses nouveaux morceaux, mais continue toutefois à produire pour Revealed Recordings, label d'Hardwell qui l'a vu émerger au début des années 2010.